# SKF (tafeltennis)
TTV SKF is een Nederlandse tafeltennisclub uit Veenendaal die in 1949 werd opgericht als Climax. Het voert de naam SKF sinds het in 1969 fuseerde met tafeltennisvereniging SKF Kogellagerfabriek. Beide verenigingen werden opgericht door personeel van de gelijknamige kogellagerfabriek. Zowel het mannen- als vrouwenteam van de Veenendalers hebben een historie in de Nederlandse eredivisie.

## Selectiespelers
Onder meer de volgende spelers speelden minimaal één wedstrijd voor SKF in de eredivisie:
Mannen:
| - Erwin Andriessen - Hans den Boer - Rouke Bosma - Eelco Weijland - Friso Faber - Michiel van Well | - Henk van Spanje (2x NK) - Jaap van Spanje - Ron van Spanje (2x NK) - Edwin Vonk - Martin Brinkhoff - Pieter van den Berg | - Floris Zur Muhlen - Dicky de Jong - Jeffrey Vonk - Marko Panic - Marco Stefanidis |

Vrouwen:
| - Annewyke Appels - Tali Cohen - Suzanne Dieker | - Renate Guitjens - Janine Huiden-Timmer - Brenda Vonk-Hunterslag | - Carla Nouwen - Kimberly 't Hooft - Alice Barendregt | - Melanie Bierdrager - Marlotte Staps - Jacintha de Hoop |

- NK = Nederlands Kampioen enkelspel